# Илинска планина
Илинска планина је планина у западном делу Северне Македоније, јужно од Кичева, између области Дебарца на западу и Демир Хисара на истоку, западно од изворишта Црне реке.
Пружа се у правцу северозапад-југоисток. Највиши врх је Лиска са 1908 m.
Илинска планина је саставњена од кристаластих шкриљаца, преко којих су слојеви шкриљастог кречњака. Нижи делови планине су под храстовим жбуњем и шумом, а виши делови планине су под пашњацима (суватима).
Пашњаци и богати извори воде пружају услове за сточаретво, по чему је Илинска планина позната од давнина. Становништво планине је главни снабдевач Охрида и Струге стоком и сточним производима.